# Kurt Falck
Kurt Richard Falck, född 25 januari 1888 i Lillhärdals socken, död 30 maj 1972 i Stockholm, var en svensk pedagog och ämbetsman.
Kurt Falck var son till jägmästaren Carl Richard Falck. Efter studentexamen 1906 blev han 1912 filosofie magister och 1917 filosofie licentiat vid Stockholms högskola. Falck tjänstgjorde 1913–1919 som lärare vid Djursholms samskola, där han 1915 blev adjunkt. 1919–1935 var han lektor i geografi samt biologi samt hälsolära vid folkskoleseminariet i Linköping, och 1925–1930 var han vikarierande rektor där. Efter att ha tjänstgjort som tillförordnat undervisningsråd i Skolöverstyrelsen vissa tider 1931–1935 utnämndes Falck till undervisningsråd och ledamot av Skolöverstyrelsen och var från 1942 chef för dess folkskoleavdelning. Falck var 1926–1935 ordförande i folk- och fortsättningsskolstyrelsen i Linköping och från 1938 ordförande i styrelsen för Svenska skolmuseet. Som tillkallad sakkunnig inom Ecklesiastikdepartementet angav Falck tillsammans med S. Janson 1943 förslag till omorganisation av August Abrahamsons stiftelse på Nääs. Falck utgav ett flertal botaniska läroböcker för skolan, bland annat Lärobok i botanik för gymnasier och folkskoleseminarier (1925), Växternas uppbyggnad och liv (1929), Växternas inre byggnad, och livsföreteelser (1930, tillsammans med Georg Böös och Ivar Sefve) och Botanik för realskolan (1932, tillsammans med S. Torgård). I vetenskapliga arbeten har han bland annat behandlat det osmotiska trycket hos öländska alvarväxterna samt parasitsvampfloran i Härjedalen och Medelpad.